# 輪鼓

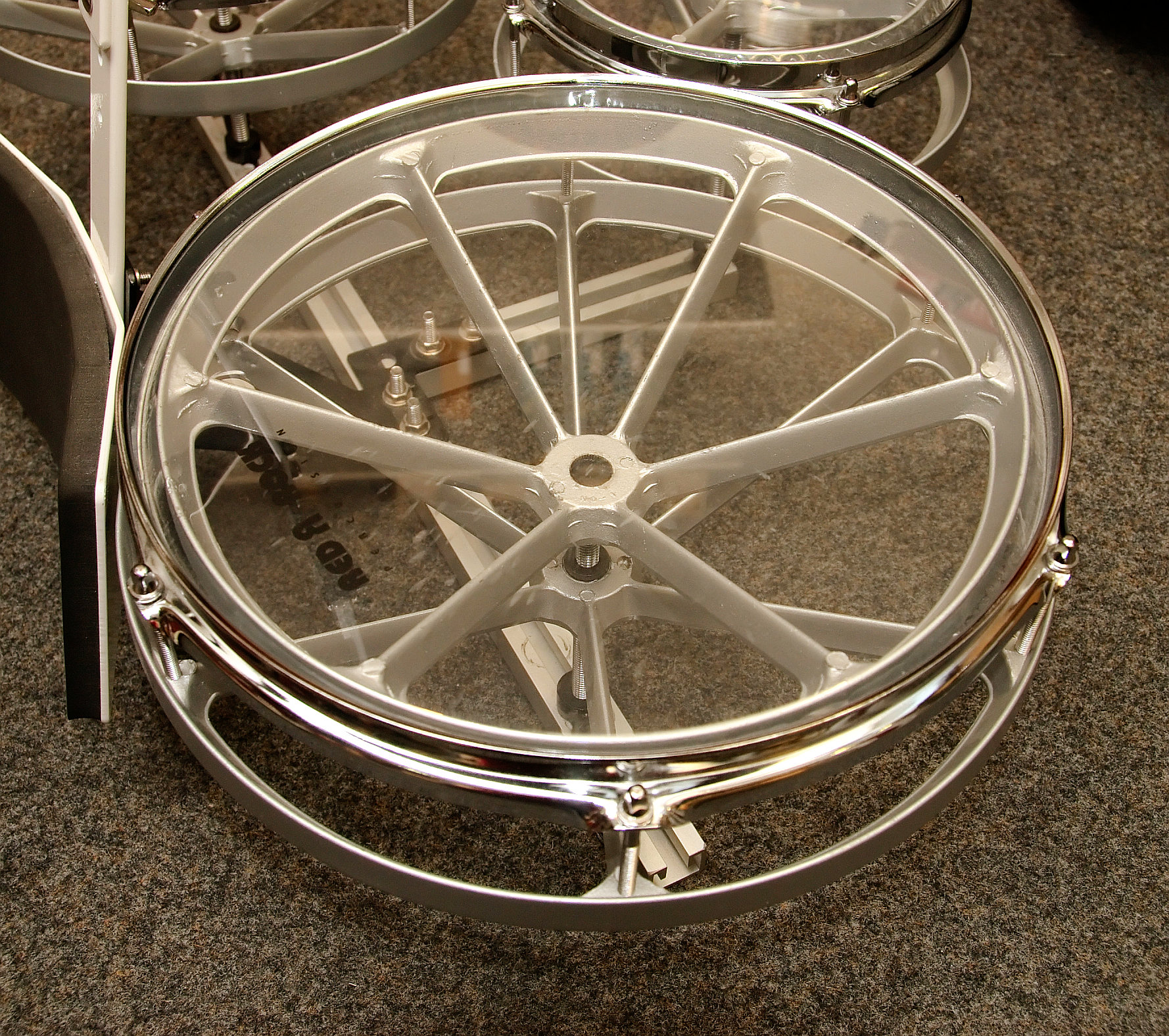
其中一隻輪鼓架置在鼓框內。

輪鼓（Rototom）是一款近代的敲擊樂器，是由邁克爾·科爾格拉斯在內的三人所研發的，在台灣名為太空鼓。輪鼓屬於可調音高的鼓類，最大的特點是採用極方便的方式轉換音高，只需扭動鼓身便可，省卻了如舊式定音鼓般，需要以扭動四周固定鼓皮的螺栓鬆緊來調音高。其外貌有如車輪中的輪框一樣，因而命名。

## 尺寸
目前市面常見的輪鼓有七種尺寸 — 6英寸 (15.2 cm)、8英寸 (20.3 cm)、10英寸(25.4 cm)、12英寸 (30.5 cm)、14英寸 (35.6 cm)、16英寸(40.6 cm) 和18英寸（45.7 厘米）直徑，每個都可以在一個八度音程或更多範圍內進行調音。

## 用途
輪鼓可以單獨使用，亦可把不同尺寸的輪鼓配置在不同的支撐架上組成為套鼓。相比通通鼓，輪鼓為單鼓膜類，所佔用的空間較通通鼓更小，也十分輕巧，方便搬運及組裝，其外形也較為前衞，所以很快便得到了普及，成為流行敲擊音樂中固定使用的樂器之一。

## 音樂作品
- 威廉·克拉夫特的《遭遇VI》是一首輪鼓小協奏曲，由敲擊樂四重奏伴奏。
- 哈利·馬文的輪鼓獨奏曲[4]
- 班·莫羅的輪鼓組曲 （页面存档备份，存于）
- 查理斯·廸加芬奴的《時間選段 （页面存档备份，存于）》是一首輪鼓獨奏曲，由敲擊樂團伴奏。

## 另見
- Octoban
- 通通鼓